# Radovan Cienik
Radovan Cienik, manchmal auch Radoslav Cienik (* 19. Juli 1978) ist ein slowakischer Biathlet, der seine Erfolge vor allem in Crosslauf-Sommerbiathlon-Wettbewerben erreichte.
Radovan Cienik von FTVŠ UK Bratislava hatte seine ersten internationalen Einsätze im Winter. Er lief erstmals 2002 in Windischgarsten im Biathlon-Europacup und wurde dort 41. im Sprint und 39. der Verfolgung. Im Sommer 2003 trat er in Forni Avoltri erstmals bei einer Sommerbiathlon-Weltmeisterschaft an. In seinen Einzelrennen erreichte er Ergebnisse zwischen 13 und 20, mit der Staffel, zu der neben ihm auch Marek Matiaško, Davorín Škvaridlo und Pavol Hurajt gehörten, gewann Cienik die Bronzemedaille. Den Gewinn der Staffel-Bronzemedaille (dieses Mal mit Miroslav Matiaško anstelle Skvaridlos) konnte er 2004 in Osrblie wiederholen. Zudem wurde er Zehnter im Sprint und Achter im Massenstart. Auch in Muonio konnte sich Cienik 2005 Ränge zwischen elf und 14 erreichen. Auch bei den Weltmeisterschaften 2006 in Ufa, 2007 in Otepää und 2008 in Haute-Maurienne sowie den Sommerbiathlon-Europameisterschaften 2008 in Bansko erreichte der Slowake immer Ergebnisse unter den besten 20, zumeist sogar Top-Ten-Resultate, ohne jedoch bislang weitere Medaillen zu gewinnen. Weniger gut verliefen die Biathlon-Weltmeisterschaften 2009 in Oberhof, bei denen Cienik in mittlere 30er-Ränge lief. Bei den Sommerbiathlon-Europameisterschaften 2011 in Martell wurde er Elfter im Sprint und 14. des Verfolgungsrennens.